# ポルトガル海軍
ポルトガル海軍（ポルトガルかいぐん、ポルトガル語：Marinha Portuguesa）は、ポルトガルの海軍組織。

## 名称
ポルトガル海軍はマリーニャ・デ・ゲーラ・ポルトゥゲーザ（Marinha de Guerra Portuguesa）またはアルマーダ・ポルトゥゲーザ（Armada Portuguesa）と呼ばれていた。この2つの表現は、1974年にそれまでの海軍省（Ministério da Marinha）が廃止されて以降、異なる意味を持つようになった。まず「マリーニャ」（Marinha）は従来の海軍組織と商船組織からなるグループとなり、両組織は新設された海事省（Ministério da Marinha）の管轄下に入った。その中でマリーニャ・デ・ゲエッラ/海洋戦闘組織（Marinha de Guerra）は、軍事活動に任じる組織を言う。そして「アルマーダ」/艦隊（Armada）は、国家主導により設立された海洋戦闘組織の最高位に位置し、戦闘組織全体を統括する部門の名称となった。したがって艦隊は陸軍と同列の存在となった。さらに1982年になり、海洋戦闘組織（それまでのマリーニャ・デ・ゲエッラ）は正式に独立した軍種としての海軍（マリーニャ）という名称になった。ただし、海軍の一部組織を示す際には敢えて「アルマーダ」の表現を用いることもある。

## 歴史

### 前近世
ポルトガル海軍の歴史はポルトガルの歴史と密接につながっている。1180年にポルトガル王国を建国したアフォンソ1世は海軍組織の原初となる艦隊を組織し、イスラム勢力を相手に海戦を挑んだ。騎士フーアス・ロウピーニョ（pt:Fuas Roupinho）に指揮されるポルトガル艦隊はエスピシェル岬（pt:Cabo Espichel）沖合にてイスラム艦隊を撃破した。ロピーニョは引き続いて1181年と1182年の2度にわたりセウタを攻略しようと試みたが戦死する。
13世紀にはアルカーセル・ド・サル（pt:Alcácer do Sal）、シルヴェス、ファロなどいくつかの沿岸都市を攻略する。更に、カスティーリャ王国やガリシアおよびアンダルシアによる侵略に対する備えの中で、イスラム教徒の艦隊に対抗するためキリスト教徒連合による艦隊を模索した。
1312年にイスラム海賊から国を守る事を目的に海軍艦隊（イエス・キリスト騎士団が関与）が創設された。1317年にディニス1世は恒久的組織である王立海軍の提督にジェノヴァ出身の船商人マヌエル・ペサーニャ（pt:Manuel Pessanha）を任命し、1321年には北アフリカにおいてイスラム勢力の港を襲撃した。
海難保険は1323年からポルトガルで始まった。そして海洋探索の試みとして1336年から1341年にかけて行われたアフォンソ4世後援によるカナリア諸島への遠征で試された。
14世紀の終り頃にはポルトガルによる新発見と闘争の積み重ねの結果、ポルトガル海上帝国が成立し世界初の外洋海軍を保持するに至る。

### 大航海時代

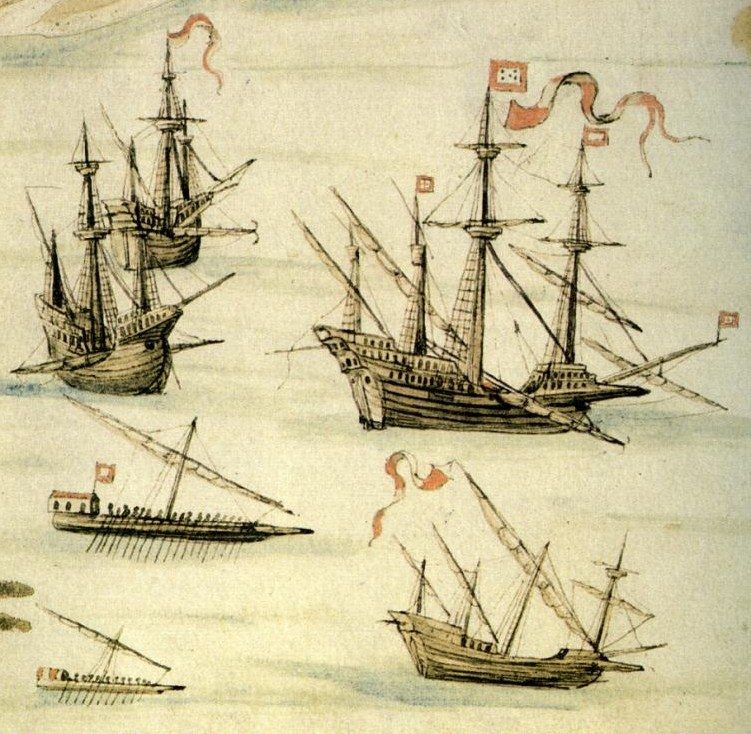
紅海で活動するポルトガル軍の船団図 (1540年)

15世紀初め頃には国内は安定期に入っていた。ポルトガルはヨーロッパにおける封建的諸紛争に未だ関与せず唯一未知の大西洋を探検できた。15世紀を全般にかけて、北アフリカの領有や西アフリカ沿岸の水路調査とカナリア諸島の領有。大西洋での気象調査、航海技術の発達、モロッコへの領土拡大も始まり、1415年にはセウタを占領した。1412年からは西アフリカ沿岸一帯の探索が始まり、1488年にはバルトロメウ・ディアスにより喜望峰を発見する。
エンリケ航海王子はセウタから帰国後、サグレスに航海学校を設立した。そこは航海技術に関する議論を行う場所であった。初期の航海に用いられたキャラベル船は50トンから160トン程度の大きさであった。これらの努力は早くも実り、ジョアン・ゴンサルヴェス・ザルコにより1419年にポルト・サント島に到達、1420年にマデイラ諸島を発見した。ディオゴ・デ・シルヴェス（pt:Diogo de Silves）は1427年にサンタマリア島に到達。1434年にはジル・イアネス（pt:Gil Eanes）がボハドル岬を超えてテネリフェ島に到達する。ディオゴ・カン（pt:Diogo Cão）とバルトロメウ・ディアスは1482年にコンゴ川河口に、1488年に喜望峰に到達した。ヴァスコ・ダ・ガマは1497年から1499年にかけてインド洋航路発見の航海を実施し、これに成功する。
さらに、1500年4月22日にはインドに向かっていたペドロ・アルヴァレス・カブラルの艦隊がブラジルに到達し、トルデシリャス条約に基づいて大部分がスペイン領となる予定だった南アメリカ大陸に、巨大な地歩を築いた。この成功は、後に奴隷制のブラジルで下開発される砂糖や黄金などの富をポルトガルにもたらすための重要な成功となった。
大航海時代は最盛期に入りつつあり、ポルトガルはインド洋を目指しナオを用いて新航路開拓を始める。1498年にヴァスコ・ダ・ガマはインドに到達したが、既にインド洋はイスラム勢力の影響下にありポルトガルはこれに対抗し、アフォンソ・デ・アルブケルケらは果敢に挑んでいった。1509年にフランシスコ・デ・アルメイダはディーウ沖海戦でイスラム勢相手に勝利を納めインド洋における覇権を確立する。
一方、モロッコでは征服を継続しタンジェ、アザンムール、ララシュ、サフィ、マザガンおよびモガドールを支配下においた。
引き続き東方への進出を推し進め、1517年に中国（明）およびオーストラリアに、1522年には台湾と日本に到達した。
1542年には紅海・スエズ沖合にてオスマン帝国の艦隊を撃破していた。
西では1520年にニューイングランド、1542年にカリフォルニア、1588年にハドソン湾に到達した。
これらの航海は海軍力に裏打ちされた莫大な知識と勇気と決意によって成し遂げられた。

### 近世

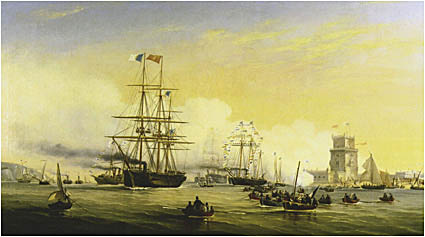
ポルトガル海軍のコルベット船"バルトロメウ・ディアス"(1859年)

1580年、スペイン王フェリペ2世はポルトガル王フィリペ1世を兼ねる事になる。しかし、ポルトガル海軍はいくつかの紛争に未だ関与し、特に海賊との戦いでは重要な役割を果たしていた。アントニオ・サルダーニャ（Antonio Saldanha）が指揮する30隻の武装商船は地中海においてオスマン帝国艦隊を撃破しチュニスを占領した。一方、ジョアン・ケイロス（Joao Queiros）はカリフォルニアから太平洋の横断に成功していた。
ハプスブルク家の同君連合の下でポルトガルはスペイン（当時は複数形のlas Españas）を形成する一国となった。一大帝国を築いたものの、オランダ、フランス、イングランドなど新興国の挑戦を受ける事になる。既に人口が減少傾向にあった（約100万人）ポルトガルは、複数国との戦いには耐えきれず帝国は崩壊を始めた。
1618年には最初の海軍陸戦連隊である「ポルトガル君主王立艦隊テルサ（Terco da Armada Real da Coroa de Portuga）」が組織された。
1640年にはスペインからの分離を求めるポルトガル王政復古戦争が始まり、厳しい状況の中で強大な海軍と戦う事になる。そして、帝国領の損失を伴う和平協定がイングランドの調停によりスペインとの間で結ばれる（リスボン条約）。1641年にはオランダ・ポルトガル戦争で、アンゴラと北東ブラジルをオランダから奪回した。
ジョアン5世治世下で海軍は軍艦と商船の分化を始めるもこれには困難が伴った。
1708年にキャラック8隻からなる艦隊はスペインに対抗するイングランドを援助するためジブラルタルに向かった。
1807年11月、フランス帝国のジャン＝アンドシュ・ジュノー将軍率いる軍隊がリスボンを占領した。摂政ジョアン6世はポルトガル領ブラジルのリオ・デ・ジャネイロに遷都することを決心し、海軍に輸送と護衛任務を担わせた。11月29日にジョアン6世以下、政府とその家族約15,000人はブラジルに向けて出航した。ポルトガル海軍は、後に復権するまで政府を維持することに成功した。このブラジル行き艦隊は戦列艦「プリンシペ・レアル（Principe Real）」を旗艦に84隻から成り、3隻の74門装備戦列艦「ライーニャ・デ・ポルトガル（Rainha de Portugal）」、「プリンシペ・ド・ブラジル（Principe do Brasil）」、「コンデ・D・エンリケ（Conde D. Henrique）」や、イギリス海軍からは4隻の64門装備戦列艦が参加していた。

### 第一次世界大戦

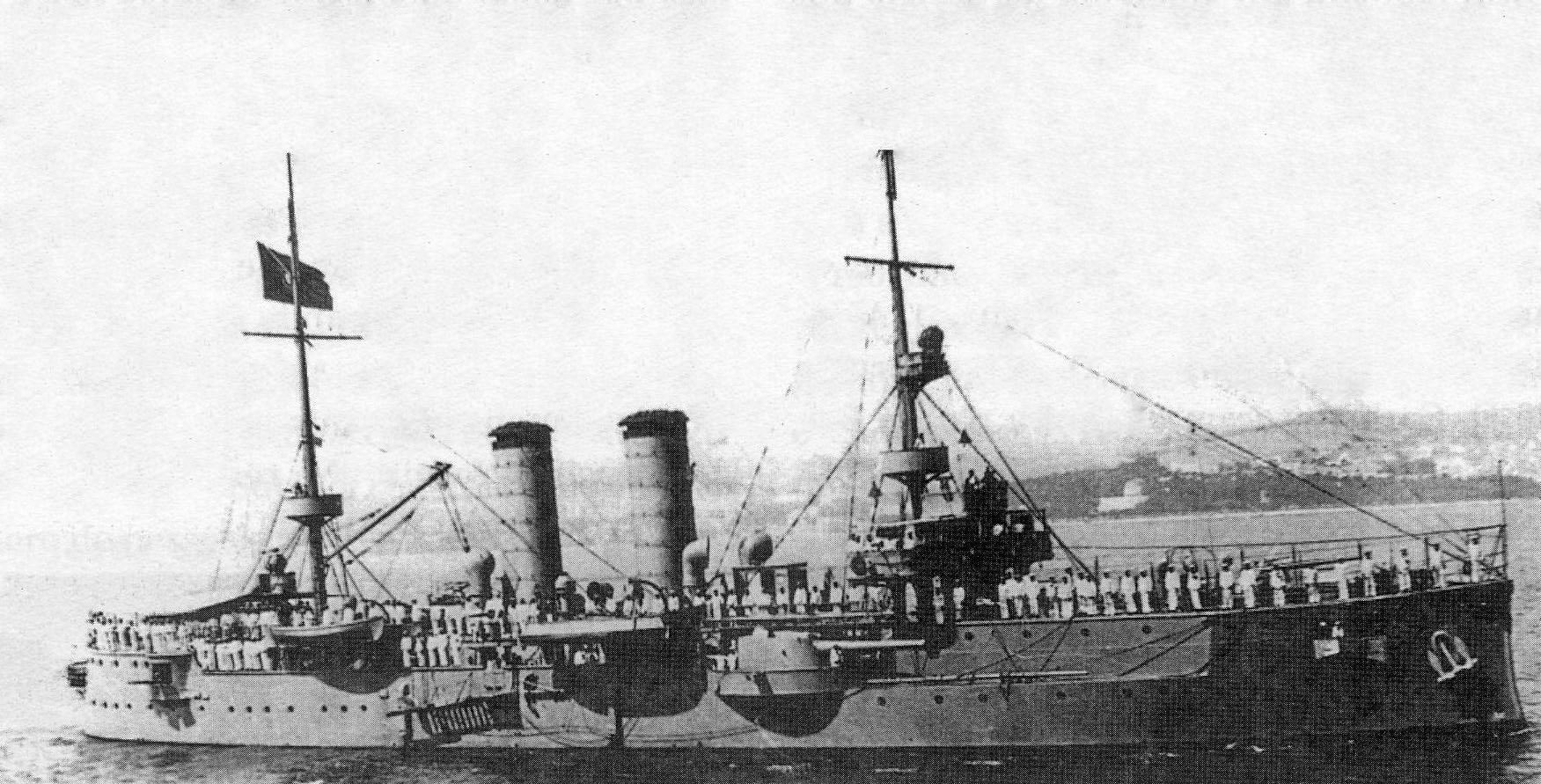
近代化改装後のヴァスコ・ダ・ガマ

第一次世界大戦中、ポルトガル海軍の主要任務はポルトガル近海や北部モザンビークにおける哨戒活動で、潜水艦の捜索と商船護衛であり、軍隊をフランスとアフリカまで無事に輸送することにあった。もっと重大な事件は、リスボン港外にてドイツ帝国海軍潜水艦「U-139」と掃海艇「アウグスト・デ・カスティーリョ（Augusto de Castilho）」の衝突と掃海艇「ロベルト・イヴェンス（Roberto Ivens）」の沈没であった。戦後にポルトガルはイギリスから船舶2隻とオーストリアから魚雷艇6隻を取得した。
1922年には海軍士官ガーゴ・コーチニョとサカドゥーラ・カブラルの二名による世界初の南大西洋航空横断を成し遂げた。

### 第二次世界大戦
第二次世界大戦中、ポルトガルは中立政策を採っていたが、アゾレス諸島は連合国の圧力があったため中継基地として利用された。また、広大な植民地を維持するには海軍の戦力は不十分であったが辛うじて警備は実効性を保っていた。例外は遠方にあったポルトガル領ティモールで、1942年に大日本帝国の侵攻を受け1945年まで占領された。

### 冷戦と植民地戦争

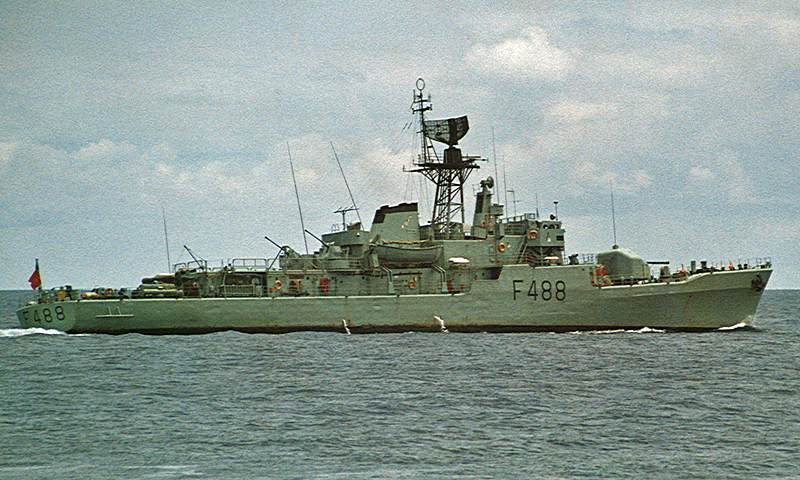
コルベット艦"アルフォンソ・セルケイラ"

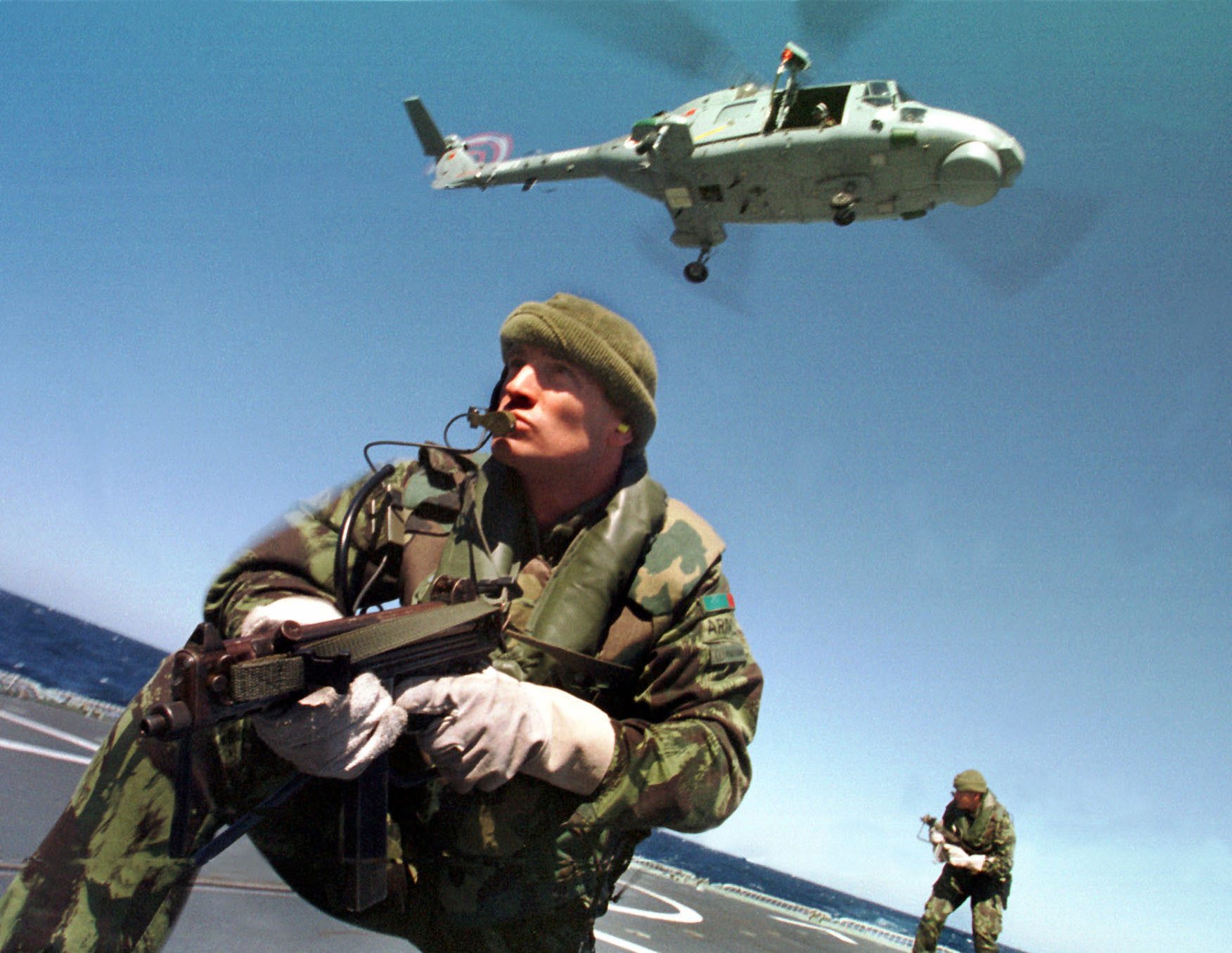
ポルトガル海兵隊

第二次世界大戦後、ポルトガルは北大西洋条約機構に設立当初から参加し、潜水艦3隻、フリゲート7隻、哨戒艇4隻、掃海艇16隻、調査艦艇3隻を購入した。
アントニオ・サラザールの独裁政権は広大な植民地帝国の維持を目標としていたが、世界的な脱植民地化の流れを受けてこの方針は挑戦を受けた。1961年にゴアが独立したインドに接収され、また同年のアンゴラでの蜂起以来、アフリカ各地の植民地で独立闘争が開始され、いわゆるポルトガル植民地戦争の時代に突入する。冷戦は東西勢力による軋轢を世界各地で拡大させつつあった。アフリカ大陸も角逐の場として植民地主義との闘争が激化していた。
最後の植民地帝国としてポルトガルは既得権益を守るために、乏しい資源を工面し植民地での戦いに対応して、哨戒艇や上陸用舟艇および支援艦艇を大規模に整備した。この戦争はポルトガル海軍にとり本格的な強襲揚陸や水陸両用戦および船団護衛を経験することになる。
しかし、長期に渡る戦争は軍内に反独裁志向を芽生えさせ、1974年には陸軍のクーデターで独裁政権は崩壊した（カーネーション革命）。新政権は植民地の独立を承認し、1975年に戦争は終結した。ヨーロッパ共同体への参入を目指す新方針により、ポルトガル海軍はほぼ500年ぶりにヨーロッパでの活動に転換した。そこではソビエト連邦海軍の脅威と立ち向かう事になる。

### ポスト冷戦
冷戦終結後、動乱が発生していた旧植民地のアフリカ諸国(アンゴラ、ギニア・ビサウなど)にて国際平和維持活動に参加。特殊作戦分遣隊(Destacamento de Ações Especiais)を含めた海兵隊も動員して、ポルトガル人やその他外国人の救助を行う。
その他、1990年代にはクウェート、ユーゴスラビア、コンゴ、東ティモールにて作戦を実行していた。
21世紀に入りポルトガル海軍は国際テロリズムとの戦いである対テロ戦争で第150合同任務部隊に参加し、ソマリア沖の海賊対策にも関与しつつ、集団安全保障を担う一員として活動している。

## 組織
海軍は大きく以下の組織に分かれている。2007年時点で現役8,775人、予備役335人。2011年時点で総員10,400名（内士官1,444名）。
- 海軍参謀総長（CEMA）
- 海軍参謀本部（EMA）
- 管理指導中央機関（OCAD）
- 諮問機関
- 施設管理機関
- 部隊構成運用システム要素
- 海事システム局（SAM）

### 管理指導中央機関
管理指導中央機関（OCAD）には以下の組織がある。
- 人事役務監（SSP）
  - 人事役務局（DSP）
  - 訓練役務局（DSF）
  - 衛生役務局（DSS）
  - 社会支援局（DAS）
  - 海軍病院（HM）
  - 法務役務総括部（CSJ）
  - 宗教役務総括部（CSAR）
- 資材役務監（SSM）
  - 船舶局（DN）
  - 補給局（DA）
  - 施設局（DI）
  - 運輸局（DT）
  - アルフェイテ工廠（AA）
  - 情報通信技術局（DITIC）
- 会計役務監（SSF）
  - 会計管理局（DAF）
  - 会計計算責任局（DAR）
  - 管理支援役務総括部（CSAA）
- 水路協会（IH）
  - 管理支援体系分析局（DAMAG）
  - 情報分析管理局（DAGI）

### 作戦部門
海軍司令部の下で以下の組織がある。
- 小艦隊
  - 外洋護衛隊
  - 哨戒隊
  - 潜水隊
  - ヘリコプター隊
- 海兵隊本部
  - 海兵隊基地
  - 海兵学校
- 海軍管区司令部
  - 北部海軍管区本部
  - 中部海軍管区本部
  - 南部海軍管区本部
  - アゾレス諸島海軍管区本部
  - マデイラ諸島海軍管区本部
- 海軍部隊
  - 水上部隊
  - 陸戦隊部隊
- 作戦部隊
  - 作戦水上部隊
  - 作戦陸戦隊部隊
- リスボン海軍基地（pt:Base Naval de Lisboa）
- 海軍戦術指導センター（CITAN）

### 施設管理機関
- 海軍士官学校
- 自然文化機関
  - 海軍博物館
  - カロウステ・グルベンキアン・プラネタリウム（pt:Planetário Calouste Gulbenkian）
  - ヴァスコ・ダ・ガマ水族館（pt:Aquário Vasco da Gama）
  - 海軍大学校
  - 海軍中央図書館
- 海洋技術学校（ETNA、旧第1および第2海軍学校）
- 艦隊暗号通信センター
- 支援部隊 
  - 海軍中央施設支援隊
  - アルフェイテ工廠軍人支援隊
- 役務執行機関
  - 海軍本部施設
  - アルカンタラ海軍施設

### 部隊構成運用システム要素
海軍の部隊構成運用システム要素は以下の系統がある。
- 海軍司令部
  - 海軍管区司令部 
    - 北部海軍管区本部
    - 中部海軍管区本部
    - 南部海軍管区本部
    - アゾレス諸島海軍管区本部
    - マデイラ諸島海軍管区本部
- 部隊
  - 水上部隊
  - 小銃兵部隊
- 作戦部隊
  - 小銃兵隊
  - 潜水兵隊

### 海事システム局
- 海事総局
- 海洋警察

### 海兵隊
Corpo de Fuzileiros は、ポルトガル海軍における海兵隊組織。人員は1,725人からなる。起源は1585年に設立された大砲およびマスケット銃の訓練と管理をする部門に求められる。1621年には「ポルトガル君主艦隊テルソ（テルシオ）」（Terço da Armada da Coroa de Portugal）が設けられ、これが現在の海兵隊の正当な相続者とされる。
- 隊本部
- 第1海兵大隊
- 第2海兵大隊
- 火器支援中隊
- 戦術輸送・役務支援中隊
- メイオス揚陸隊
- 特殊作戦分遣隊
- 海兵学校
- 海軍憲兵隊
- 海兵隊航空基地

## 階級
| 士官               |                              |       |
| 元帥格の海軍大将   | Almirante da Armada          | OF-10 |
| 海軍大将           | Almirante                    | OF-9  |
| 海軍中将           | Vice-almirante               | OF-8  |
| 海軍少将           | Contra-almirante             | OF-7  |
| 海軍代将           | Comodoro                     | OF-6  |
| 海軍大佐           | Capitão de mar-e-guerra      | OF-5  |
| 海軍中佐           | Capitão-de-fragata           | OF-4  |
| 海軍少佐           | Capitão-tenente              | OF-3  |
| 海軍大尉           | Primeiro-tenente             | OF-2  |
| 海軍中尉           | Segundo-tenente              | OF-1  |
| 海軍少尉           | Guarda-marinha / Subteniente | OF-1  |
| 士官候補生         | Aspirante                    | OF-D  |
| 准士官および下士官 |                              |       |
| 先任兵曹長         | Sargento-mor                 | OR-9  |
| 兵曹長             | Sargento-chefe               | OR-8  |
| 上等兵曹           | Sargento-ajudante            | OR-7  |
| 1等兵曹            | Primeiro-sargento            | OR-6  |
| 2等兵曹            | Segundo-sargento             | OR-5  |
| 1等副兵曹          | Primeiro-subsargento         | OR-5  |
| 2等副兵曹          | Segundo-subsargento          | OR-5  |
| 兵卒               |                              |       |
| 伍長               | Cabo                         | OR-4  |
| 1等水兵            | Primeiro-marinheiro          | OR-4  |
| 2等水兵            | Segundo-marinheiro           | OR-3  |
| 1等見習水兵        | Primeiro-grumete             | OR-2  |
| 2等見習水兵        | Segundo-grumete              | OR-1  |

## 主要基地・施設
- リスボン海軍基地、リスボン対岸セトゥーバル県アルマーダ。海軍士官学校や海洋技術学校、アルフェイテ工廠および海軍航空基地で構成される主要軍港。
- モンティジョ航空基地、セトゥーバル県にあるヘリコプター部隊の基地。
- パルメイラ、ブラガ県にある北部海軍管区本部。
- ポルティマン、ファーロ県にある南部海軍管区本部。
- ポンタ・デルガダ、アゾレス諸島にあるアゾレス諸島海軍管区本部。
- フンシャル、マデイラ諸島にあるマデイラ諸島海軍管区本部。

## 装備

### 艦艇
2011年6月現在。『Jane's Fighting Ships 2011-2012』より。各艦は「NRP（= Navio da Republica Portuguesa）」を冠する。
過去に就役した艦艇については「ポルトガル海軍艦艇一覧」を参照。
通常動力型潜水艦
- 209PN型×2
  - トリベンテ（S160 Tridente） - 2010年
  - アルパオン（S161 Arpão） - 2010年

フリゲート
- 旧・蘭カレル・ドールマン級×2
  - バルトロメウ・ディアス（F333 Bartolomeu Dias） - 2009年再就役
  - ドム・フランシスコ・デ・アルメイーダ（F334 Dom Francisco de Almeida） - 2010年再就役
- ヴァスコ・ダ・ガマ級（MEKO 200 PN型）×3
  - ヴァスコ・ダ・ガマ（F330 Vasco da Gama） - 1991年
  - アルヴァレス・カブラル（F331 Álvares Cabral） - 1991年
  - コルテ＝レアル（F332 Corte Real） - 1991年

コルベット
- バッティスタ・デ・アンドラーデ級×3
  - バプティスタ・デ・アンドラーデ（F486 Baptista de Andrade） - 1974年
  - ジョアン・ロビー （F487 João Roby） - 1975年
  - アフォンソ・セルケイラ（F488 Afonso Cerqueira） - 1975年
- ジョアン・コーチニョ級×4
  - ジョアン・コーチニョ（F471 João Coutinho） - 1971年
  - アントニオ・エネス（F475 António Enes） - 1970年
  - ジャシント・カンディド（F476 Jacinto Cândido） - 1970年
  - ペレイラ・デサ（F477 Pereira D'Eça） - 1970年

哨戒艦
- Viana do Castelo級×1（3隻建造中、4隻計画中）
  - （P360 Viana do Castelo） - 2011年
  - （P361 Figueira da Foz） - 2011年就役予定
  - （Sines） - 2012年就役予定
  - （Setubal） - 2013年就役予定

哨戒艇
- カシーネ級×3
  - カシーネ（P1140 Cacine） - 1969年
  - クアンザ（P1144 Cuanza） - 1969年
  - ザイーレ（P1146 Zaire） - 1970年
- LFC2005型×0（5隻建造中、3隻計画中）
- アルバトロス級×2
  - アーギア（P1165 Águia） - 1975年
  - シスニ（P1167 Cisne） - 1976年
- アルゴス級×5
  - アルゴス（P1150 Argos） - 1991年
  - ドラガン（P1151 Dragão） - 1991年
  - エスコルピアン（P1152 Escorpião） - 1991年
  - カシオペイア（P1153 Cassiopeia） - 1991年
  - イドラ（P1154 Hidra） - 1991年
- センタウロ級×4
  - センタウロ（P1155 Centauro） - 2000年
  - オリオン（P1156 Oríon） - 2001年
  - ペガソ（P1157 Pégaso） - 2001年
  - サジタリオ（P1158 Sagitário） - 2001年
- リオ・ミーニョ（P370 Rio Minho） - 1991年。河川哨戒艇。

ドック型輸送揚陸艦（LPD）
- （Afonso de Albuquerque） - 2017年就役予定

汎用揚陸艇（LCU）
- Bombarda級×1
  - （LDG203 Bacamarte） - 1985年

海洋観測艦
- ドン・カルロス1世級×2
  - ドン・カルロス1世（A522 Dom Carlos I） - 1989年
  - アルミランテ・ガーゴ・コーチニョ（A523 Almirante Gago Coutinho） - 1985年
- アンドロメダ級×2
  - アンドロメダ（A5203 Andrómeda） - 1987年
  - アウリガ（A5204 Auriga） - 1988年

測量艇
- 各型×3
- （UAM801 Coral）、（UAM802 Atlanta）、（UAM805 Fisalia）

練習帆船
- サグレス（A520 Sagres） - 1938年
- クレオウラ（UAM201 Creoula） - 1937年
- ポラール（A5204）
- （UAM813 Belatrix）
- （UAM814 Canopus）

補給艦
- 旧・英ローバー級×1
  - ベリオ（A5210 Bérrio） - 1993年再就役

雑役艇
- 各型×55
  - UAM101-102、122、203、304、601-602、605、610、612、618-619、623-624、626、629、631、634、636、639、640-641、650-651、659、662、667、669、673、675、684-696、810-812、830、840、852、901、907-908、913、918、他1隻

設標船
- シュルツ・ザビエル（A521 Schultz Xavier） - 1972年
- （UAM676 Guia） - 1985年

警備艇
- Calmaria級×8
  - （UAM642 Calmaria）、（UAM643 Cirro）、（UAM644 Vendaval）、（UAM645 Moncao）、（UAM646 Suao）、（UAM647 Macareu）、（UAM648 Preia-Mar）、（UAM649 Baixa-Mar）

### 航空機
2011年6月現在。『Jane's Fighting Ships 2011-2012』より。
固定翼機
- CASA C-212-200/300 Aviocar×5/2
- ロッキード P-3CUP オライオン×5
- EADS CASA C-295MP パースエイダー×5

回転翼機
- ウェストランド スーパー・ネイビー・リンクス Mk.95×5
- アグスタ-ウェストランド EH101 Mk.514/515/516×6/2/4

### 陸戦兵器
- グロック17拳銃
- ワルサーMPK短機関銃
- M16A2/M203擲弾発射器付小銃
- H&K MP5短機関銃
- H&K G36小銃
- H&K G3小銃
- H&K MSG-90狙撃銃
- H&K MG43分隊支援銃
- ラインメタルMG3機関銃
- ブローニングM2重機関銃
- 81mm迫撃砲
- 120mm迫撃砲
- カールグスタフM2無反動砲
- ミランATM
- LARC-5水陸両用車
- Pandur-2装甲車

## 旗

軍艦用国籍旗
艦隊司令官旗
大将旗
中将旗
少将旗

## ポルトガル海軍関連の著名人
- エンリケ航海王子